# Gijsbrecht van Aemstel

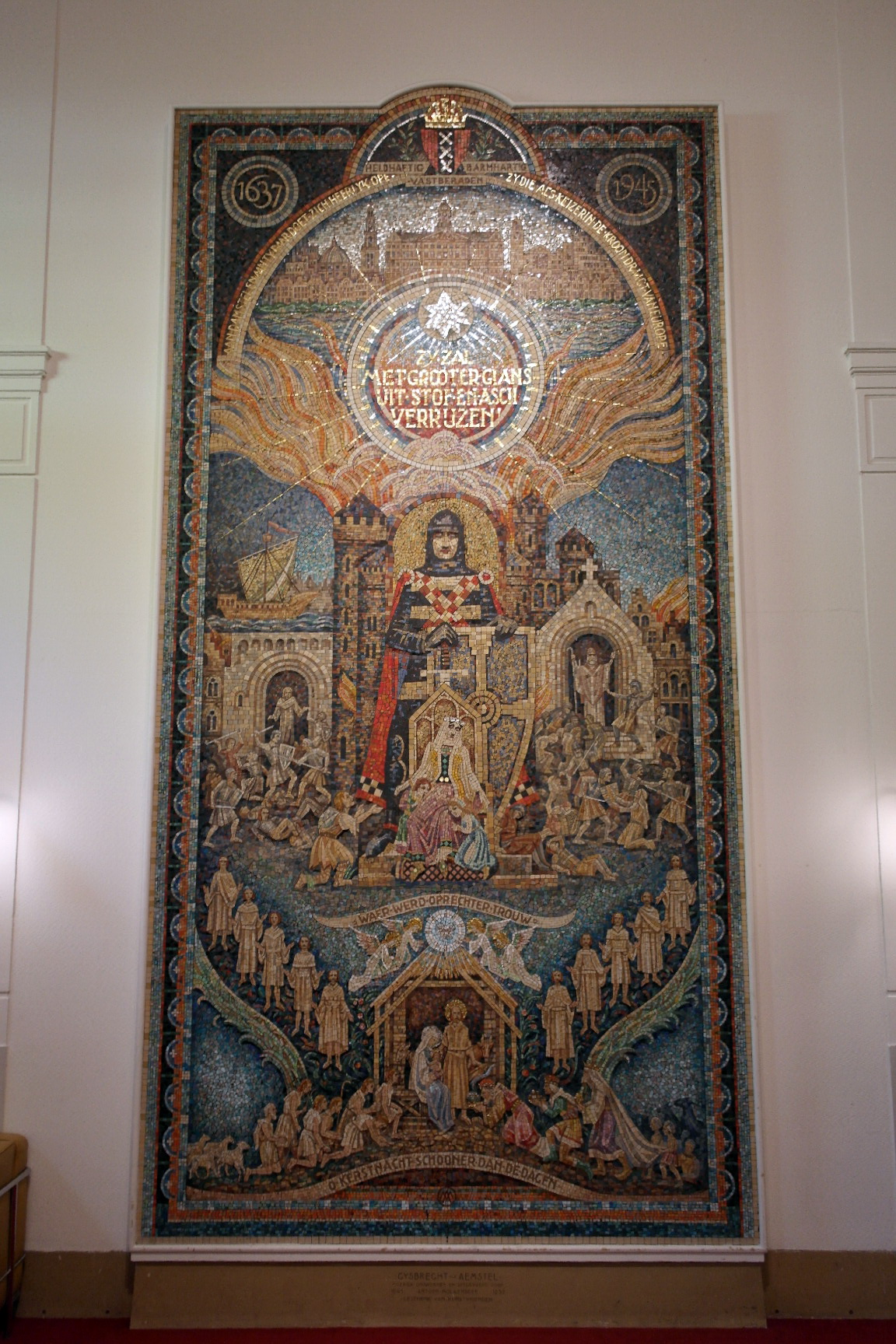
Mozaïek van Vondels Gijsbrecht in de Stadsschouwburg Amsterdam

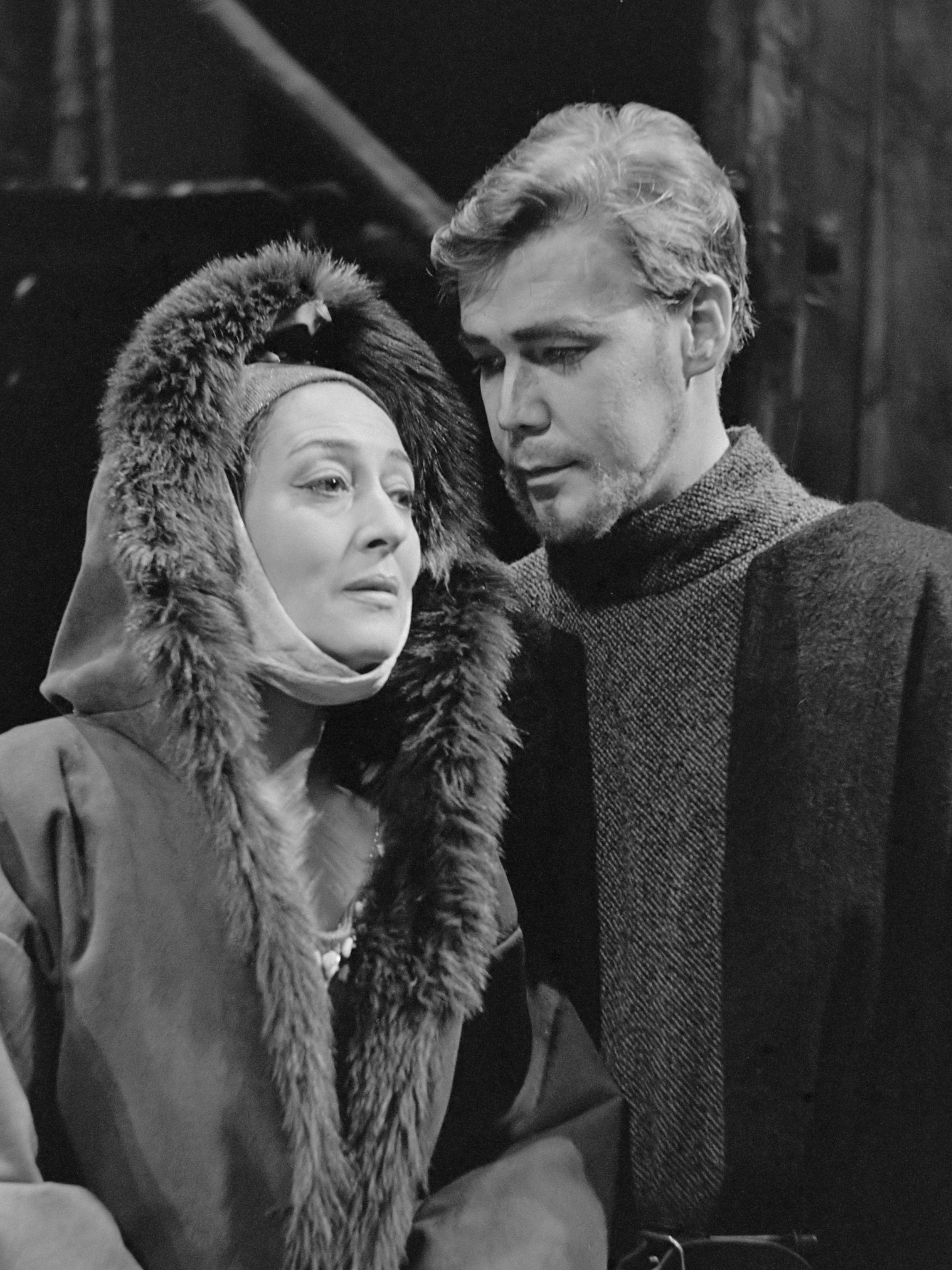
Lous Hensen en Hans Boswinkel in de Gijsbrecht, 1966

Gijsbrecht van Aemstel is een toneelstuk van Joost van den Vondel, dat werd opgevoerd ter gelegenheid van de opening van de eerste stenen Amsterdamse schouwburg. De inwijding op 26 december 1637 van dit door Jacob van Campen ontworpen classicistische theater aan de Keizersgracht moest worden uitgesteld vanwege bezwaren van protestantse kerkenraadsleden tegen enkele in de katholieke middeleeuwen spelende passages. Zij protesteerden tegen de mogelijke "vertoning van superstitiën van de paperije als misse en andere ceremoniën". Na enige aanpassingen kon de Gysbrecht op 3 januari 1638, kleurrijk en fraai gekostumeerd in Van Campens schouwburg in première gaan.
De jaarlijkse Amsterdamse voorstellingen van Gijsbrecht staan (behoudens enige onderbrekingen) sinds 1641 in een eeuwenlange traditie. Aanvankelijk vertoonde men het stuk als kerstspel. In de 19e eeuw ontstond de traditie van een jaarlijkse nieuwjaarspremière, die tot 1968 standhield.

## Synopsis

### Eerste bedrijf
Het eerste bedrijf speelt zich af op een middag voor kerstnacht omstreeks 1300. De stad Amsterdam wordt al een jaar belegerd door de troepen van de Waterlanders en de Kennemers, die de moord op graaf Floris V van Holland willen wreken. Men vermoedt dat Gijsbrecht van Aemstel, stadsheer van Amsterdam, iets met de moord te maken heeft. Gijsbrecht spreekt in de openingsmonoloog zijn dank uit nadat hij hoort dat de vijandelijke troepen zijn weggetrokken. Zijn broer Arend gaat kijken of het waar is. Abt Willebrord van het Kartuizerklooster vertelt Gijsbrecht dat Willem van Egmond en Diederick van Haarlem, twee vijandelijke aanvoerders, na een ruzie het beleg hebben opgegeven en de stad hebben verlaten. Als Arend terugkomt voert hij een gevangene mee. Deze meelijwekkend ogende Vosmeer vertelt dat de vijand in de haast een met rijshout beladen schip, het Zeepaard, is vergeten. Gijsbrecht beveelt het schip de stad binnen te laten halen. Zich niet bewust van het dreigende gevaar besluit een aantal meisjes het bedrijf met de rei van Amsterdamse Maagden, waarin zij de overwinning en de geboorte van Christus bezingen.

### Tweede bedrijf
’s Avonds bij het Kartuizerklooster vertellen Willem van Egmond en Diedrick van Haerlem de Hoplieden dat zij van plan zijn Gijsbrechts manschappen te overrompelen met de hulp van in het schip het Zeepaard verborgen soldaten. De hoplieden wordt verteld de monniken niet te storen en zich stil te houden. Laat in de avond vraagt Diedrick Van Haerlem de portier van het klooster de prior Willebrord te halen. Als Diederik toestemming vraagt om soldaten in het klooster te laten overnachten weigert Willebrord aanvankelijk, maar geeft zich later gewonnen. Bij de stadsgracht spreekt Van Egmond met Vosmeer de Spie (de spion). Hij is de gracht overgezwommen en vertelt dat het schip met de soldaten de stad is binnengehaald (vergelijkbaar met de verhalen over het Paard van Troje en het Turfschip van Breda). Egmond zegt dat alles klaar is voor de aanval; de rest van de manschappen ligt klaar in het klooster. Egmond besluit met de woorden: ‘God geef, dat u en my dees aenslagh wel geluck.’ Het bedrijf eindigt met de Rey van Edelingen. In de zang vertelt men dat de Heiland Jezus in Bethlehem is geboren en bezingt men Gods goedheid.

### Derde bedrijf
Badeloch vertelt geschrokken dat zij in een droom haar overleden nicht Machteld voor zich zag. Machteld was waanzinnig van verdriet, trok zich de kleren kapot, krabde zich en zei dat Gysbrechts strijd tevergeefs was; de vijand is niet verslagen. Machteld spoorde Gijsbrecht aan bisschop Gozewijn en zijn dochter Klaeris te redden en raadt Badeloch aan te vluchten. Badelochs angst dat haar droom de werkelijkheid voorspelde blijkt gegrond als Broeder Peter zegt dat hij en Gysbrecht ten strijde moeten trekken. De vijand kwam met een groter leger terug en de stad staat in brand. Badeloch is bang dat het Gysbrecht te veel zal worden. Hij heeft dit niet verdiend; hij is vroom en heeft een goed hart. Broer Peter zegt dat God slechts zijn uitverkorenen beproeft. Als Gysbrecht vanaf de Schreierstoren heeft gezien hoe de toestand is wil hij vechten. Zijn bondgenoten zeggen hem te zullen steunen. Badeloch bidt God Gysbrecht te beschermen. In de kapel van het Clarissenklooster klinkt de rei van Klaerissen een lied over de kindermoord in Bethlehem en de hoogmoedige Herodes.

### Vierde bedrijf
Gijsbrecht probeert de oude bisschop Gozewijn over te halen te vluchten voor de snel naderende vijand. Hij wil de bisschop op zijn rug dragen. (Een verwijzing naar Vergilius' Aeneis, waarin Aeneas zijn vader draagt als zij Troje ontvluchten). Gozewijn zegt dat hij klaar is om te sterven en zich bij God te voegen. De nonnen, waaronder Klaeris, willen Gozewijn niet alleen laten. Ook zij zijn bereid te sterven. (De scène werd afgesloten met een ‘stomme vertoning’, waarin men zag hoe bisschop Gozewijn en de nonnen werden vermoord.) In de tweede scène schrikt Badeloch als zij Arend van Aemstel ziet. Arend doet gedetailleerd verslag van het gruwelijk schouwspel dat zich voor zijn ogen afspeelde. Badeloch denkt dat ook Gijsbrecht sneuvelde. In de rei van Burghzaten bezingen de bewoners van de burcht de echtelijke liefde. Men verwoordt het verdriet dat Badeloch door de veronderstelde dood van haar man voelt en eindigt met een bede waarin God gevraagd wordt haar smart te verlichten. De uitroep van Badeloch dat zij Gijsbrechts stem hoorde en dat hij voor de poort staat sluit het bedrijf af.

### Vijfde bedrijf
Gijsbrecht vertelt Badeloch dat de strijd om het stadhuis verloren is. Een bode meldt dat ook het Clarissenklooster gevallen is; de Witte van Haemstede vermoordde alle nonnen en bisschop Gozewijn. De burgers vluchten naar het slot van de Van Aemstels. De bode spoort Gijsbrecht aan een tegenaanval te doen en daarna de brug af te breken. Men draagt de zwaargewonde Arend, Gijsbrechts broer, binnen. Hij sterft even later. Trompetgeschal kondigt de komst aan van de Heer van Vooren. Hij eist de overgave. Gijsbrecht weigert en probeert Badeloch ertoe te bewegen met de kinderen per boot te vluchten. Badeloch wil niet: ze wil liever sterven dan haar echtgenoot achterlaten. Nadat Gijsbrecht woedend dreigt naar buiten te gaan, is zij bereid zich in te schepen. De engel Rafaël verschijnt en vertelt uit naam van God dat allen moeten vluchten: 'Verlaet uw wettigh erf, en quel u nergens in". Gijsbrecht moet in Pruisen een Nieuw Holland stichten. Amsterdam is verloren gegaan. 'Nu' (in de vroege 14e eeuw) is het zinloos om te blijven vechten; over 300 jaar (ten tijde van de eerste voorstellingen) zal de stad uit haar as zijn herrezen.
Na de dialoog:
Helaes! hoe bitter valt
het scheiden van zijn land. daer alles loopt verloren!
De liefde tot zijn land is yeder aengeboren.
Verdelghe stad, wy gaen, en komen nimmer weer.
komt het spel tot een einde met Gijsbrechts slottekst:
Vaer wel, mijn Aemsterland: verwacht een andren heer.

## Achtergrond
Vondel gaf het stuk de titel: Gysbregt van Aemstel, d’ondergang van zijn stad en zijn ballingschap. Treurspel. Hij draagt het stuk op aan Hugo de Groot, die in 1638 als balling in Frankrijk leefde. De Groot was verbannen nadat hij betrokken was geraakt bij de religieuze richtingenstrijd tussen remonstranten en contraremonstranten. Zijn ideaal was het herstel van de eenheid van alle christenen in een terugkeer naar de situatie van de oude kerk in de eerste eeuwen na Christus. Vondel besluit zijn, aan de door hem bewonderde Here Huig de Groot gerichte inleiding, met de woorden: Ik offer Uwe Exc. in zyne ballingschap mynen Gysbreght van Aemstel, den godvruchtigen en dapperen balling.
Het stuk speelt in Amsterdam, tijdens een kerstnacht omstreeks 1300 en gaat over de belegering van de stad door manschappen uit omliggende dorpen, verenigd in de Kennemers en Waterlanders. Aanleiding is de vermeende betrokkenheid van Gijsbrecht en zijn bondgenoten Gerard van Velsen en Herman van Woerden bij de ontvoering en moord op Floris V in 1296. De vijandelijke soldaten lijken zich terug te trekken, maar duiken als gevolg van een list onverwacht weer op. Na hevige gevechten is Gijsbrecht gedwongen, met zijn vrouw Badeloch en hun kinderen, naar Pruisen te vluchten, waar hij een Nieuw Holland zal stichten.
Ook de tragedie Geeraerd van Velsen van P.C. Hooft uit 1613 en het treurspel Geraert van Velsen lyende van Suffridus Sixtinus uit 1628 zijn gebaseerd op de verhalen rond de verkrachting van Machteld van Woerden (van Velsens echtgenote en van Woerdens dochter) en de daaruit voortvloeiende moord op Floris V. Deze verwikkelingen vormen de voorgeschiedenis van de handeling in Vondels Gijsbrecht.
De tijd van handeling; de kerstnacht, en de parallel tussen de moord op de onschuldige Klarissen en de kindermoord in Bethlehem benadrukken de Christelijke strekking van de door God opgelegde beproeving, die uiteindelijk zinvol zal blijken te zijn. Gijsbrecht is een toonbeeld van deemoed en godsvertrouwen in tijden van beproeving. Het stuk is een icoon in de tijd van de bezetting. Het herinnerde het publiek aan oorlogsgeweld, de strijd tegen Spanje, belegering van steden en vermiste echtgenoten.
In 1637 tijdens de Tachtigjarige Oorlog, toen in zuidelijker provincies de Spaansgezinde vijandelijkheden nog woedden, schreef Vondel in zijn inleiding van de Gijsbrecht:
"Of enige Amsterdammers mochten walgen van de zwaren val hunner muren en ’t verstrooien hunner voorouderen te horen, zo wordt die bittere nasmaak verzoet door Rafaëls voorspelling van de heerlijke verrijzenisse der verdelgde vesten en verstrooielingen; dat wij nu op het allergelukkigste beleven, onder de wijze regering der tegenwoordige burgemeesteren, die het gemeen beste boven hun eigen behartigen en genen oorlog prijzen, dan die om de vrede gevoerd wordt."
Vondel volgt in een drama als Lucifer de Aristotelische uitgangspunten van de klassieke tragedie. Hoewel de Gijsbrecht in een ondertitel een "treurspel" wordt genoemd, is dat hier maar ten dele het geval. Zo is het personage Gijsbrecht niet de tragische held die ten onder gaat door eigen handelen en daarna tot inzicht komt. Er vindt in die zin geen catharsis plaats. Vondel koos in de laatste scène voor een troostende deus ex machina, die het geslacht van de Van Aemstels en de stad een (zij het verre) glanzende toekomst voorspelt. De middeleeuwse tijd van handeling bood Vondel in de claus van Rafaël, "één der zeven Engelen" de gelegenheid een aangenaam visioen van zijn eigen (en de toekomstige) tijd op te roepen. Onder het toeziend oog van het 17e-eeuwse publiek kregen de14e-eeuwse titelheld en de zijnen van de aartsengel de verzekering:
Al leit de stad verwoest, en wil daer van niet yzen
Zy zal met grooter glans uit asch en stof verrijzen.
Ten tijde van de vroege Gouden Eeuw zal het premièrepubliek, waaronder het stadsbestuur en de financiers van de voorstelling (de bestuurders van de charitatieve instellingen het Burgerweeshuis en het Oude Manne- en Vrouwenhuis, waaraan een deel van de inkomsten ten goede kwam) deze heilsboodschap instemmend hebben aangehoord.

## Structuur
Al in de vroege jaren 20 van de 17e eeuw had Vondel zich door studie van de klassieke cultuur en humanistische wetenschappen ontwikkeld tot een humanistisch-renaissancistisch dichter.
In de Gijsbrecht gebruikte hij de, zowel in de Romeinse, als in de Renaissancistische literatuur gewaardeerde techniek van het navolgen en verwerken van bewonderde oudere tekstvoorbeelden tot een nieuw, eigen literair product; de zogenaamde imitatio of aemulatio. Zoals uitvoerig in zijn inleiding vermeld, schreef hij de Gijsbrecht in navolging van de, in het Latijn geschreven Aeneis van de Romeinse dichter Vergilius. Dit aan de Homerische heldendichten verwante epos beschrijft in twaalf boeken de daden van de Trojaanse stamvader Aeneas en de ondergang van zijn stad. Vrij naar de, op het titelblad van de Gijsbrecht vermelde en in de Aeneis naar de Val van Troje verwijzende versregel Urbs antiqua ruit... (Een oude stad stort in..., Aeneis 2, 363), verwoordt Vondel in het vierde bedrijf de val van Amsterdam met de verzen 1120/1122: "De groote aloude stad, vermaert in oorelogen, (...) Gaet plotzelijck te gronde en zinckt met eenen slagh." De inhoud van het klassieke paard van Troje vertoont een duidelijke overeenkomst met de lading van Vondels “Schuit ’t Zeepaardje” en het bloedig einde van de oude koning Priamus vindt een gekerstende variant in het beklagenswaardig lot van Vondels personage Bisschop Gozewijn.
Schreef Vergilius in dactylische hexameters, Vondel koos meestal voor de alexandrijn als dichtvorm. In navolging van de klassieken heeft de Gijsbrecht een klassieke bouw in vijf bedrijven, die worden afgesloten met een 'Rey' of rei'. Deze aan de Griekse koorzangen verwante, gesproken of gezongen lyrische bespiegelingen staan los van de handeling.
Na de aan De Groot gerichte opdracht, gaan het: Voorspel...Aan Schout, Burgemeesters, Schepens en Raad van Amsterdam, het: Kort Begrijp (korte inhoud) en een lijst van de spreeckende en de stomme (zwijgende) personages, aan de toneeltekst vooraf.
Het was gebruikelijk de dramatische handeling af en toe letterlijk stil te zetten tijdens de 'stomme vertooning'. Met zo’n vaak rijkelijk vormgegeven 'tableau vivant' (levend schilderij) met zwijgende personages in expressieve houdingen kon men, tussen de scènes, de visuele hoogtepunten extra aandacht schenken. Zo kon men zich in voorstellingen van de Gijsbrecht tot in de vroege 20e eeuw tijdens de ‘stomme vertooning’ soms minutenlang vergapen aan bewegingloze impressies van sensationele en vaak gruwelijke oorlogshandelingen.
Titelheld Gijsbrecht opent het treurspel met de verheugende mededeling:
Het hemelsche gerecht heeft zich ten langen leste
Erbarremt over my en myn benauwde veste,
En arme burgery, en op myn volcx gebed,
En dagelix geschrey de bange stad ontzet.
De Rei van Amsterdamse Maagden (vs. 414 - 450) klinkt aan het slot van het eerste bedrijf uit de monden van Amsterdamse meisjes die de hoop op de overwinning verwoorden:
Nu stelt het puick van zoete keelen,
Om daar gezangen op te speelen,
Tot lof van God die op zijn' troon
Gezeten is, zoo hoogh en heerlijck;
Van waer hy zien kon, hoe begeerlijck
Het Sparen stack na Aemstels kroon.
In de Rei van Edelingen (vs. 674 - 737) aan het einde van het tweede bedrijf, bezingen edellieden tijdens de kerstnacht de lof van Christus' geboorte:
Wy edelingen, bly van geest,
Ter kerke gaen op 't hooge feest
Den eerst geboren heiland groeten,
En knielen voor de kleene voeten
Van 't kind, waer voor Herodes vreest:
In de Rei van Klaerissen (vs. 904 - 950) waarmee het derde bedrijf wordt afgesloten, doen nonnen een lied over de kindermoord in Bethlehem klinken:
O Kersnacht, schooner dan de daegen,
Hoe kan Herodes 't licht verdraegen
Dat in uw duisternisse blinckt,
En word geviert en aengebeden?
Zijn hoogmoed luistert na geen reden,
Hoe schel die in zijn ooren klinckt
In de Rei van Burghzaten (vs. 1239 - 1285), aan het einde van het vierde bedrijf, beschrijven burchtbewoners de kracht van de huwelijksliefde:
Waer werd oprechter trouw
dan tusschen man en vrouw
Ter weereld oit gevonden?
Twee zielen gloende aen een gesmeed,
Of vast geschakelt en verbonden
In lief en leedt
Tegen het eind van het vijfde bedrijf weerklinkt een troostende deus ex machina in de claus van aartsengel Rafaël:(vs. 1823-1864)
O, Gijsbreght, zet getroost uw schouders onder ’t kruis
U opgeleit van God. 't is al vergeefs dit huis
Verdaedight; hadden wy 't in ons behoed genomen,
't En waer met Amsterdam zoo verre noit gekomen.
en spreekt de engel (voor het eerst in 1638, tijdens de opening van de schouwburg, in de nabijheid van de net gereed gekomen gekroonde spits van de Westertoren) ten overstaan van de 14e-eeuwse personages en het 17e-eeuwse publiek de 'profetie' uit dat:
'eer drie honderd jaer Verloopen'(...) ‘Als uw naemhafte stad haer' Schouwburgh open doet' (...) de stad “haer kroon tot aen den hemel toe’ zal verheffen.
Om na het zien van de onfortuinlijke voorouders de stemming nog wat te verhogen volgde na Amsterdamse voorstellingen van de Gijsbrecht een dans of een klucht. Na 1707 vertoonde men het vrolijke naspel "De bruiloft van Kloris en Roosje". Deze vaak bewerkte boertige klucht met zang en dans, eindigde in latere opvoeringen met een door de personages Thomasvaer en Pieternel uitgesproken Nieuwjaarswens, waarin de actuele gebeurtenissen van die dagen van satirisch commentaar werden voorzien.

## De historische Gijsbrecht
Degene die in 1304 Amsterdam gewapenderhand binnenviel (om de in 1296 verloren positie en bezittingen te herwinnen) was niet Gijsbrecht IV (1235-1303), maar diens zoon Jan I (1270-1345). Meerdere elementen in het toneelstuk zijn vanuit historisch perspectief niet juist. Vondel nam de artistieke vrijheid de geschiedenis naar zijn hand te zetten. Zijn dramatisering suggereert dat de situatie waarin het personage Gijsbrecht zich bevindt is ontstaan als gevolg van de verkrachting van Machteld van Woerden en de daaruit voortvloeiende moord op Floris V in 1296. Ook in Vondels tijd kende men geen bronnen die de historische juistheid van dit element in het verhaal bevestigden. Tegenwoordig neemt men aan dat politieke motieven en afgunst de leidende drijfveren waren achter het complot van Gijsbrecht IV, van Woerden en van Velzen tegen Floris V.

## Opvoeringsgeschiedenis

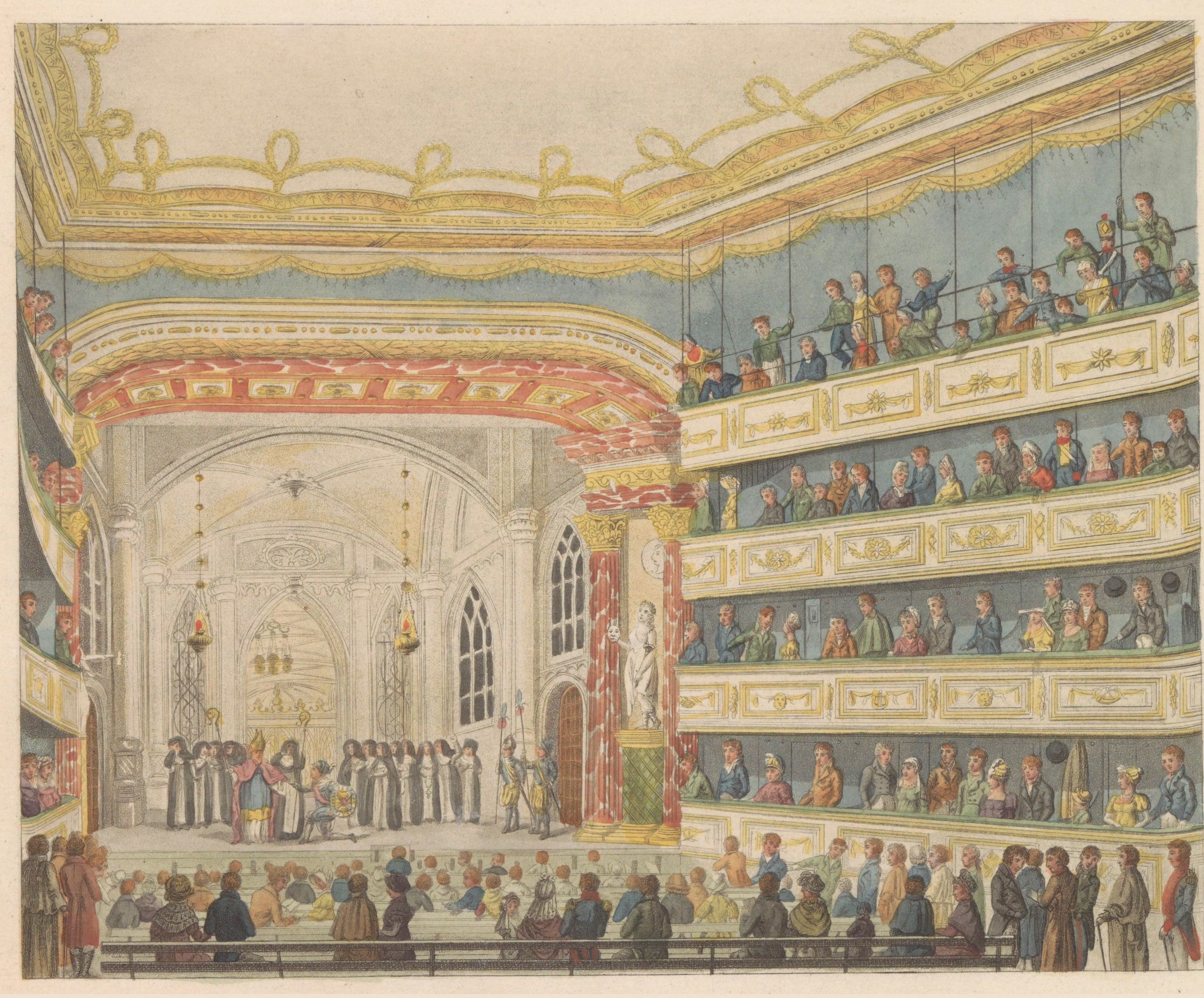
Opvoering in de Amsterdamse schouwburg, ca. 1810-1813

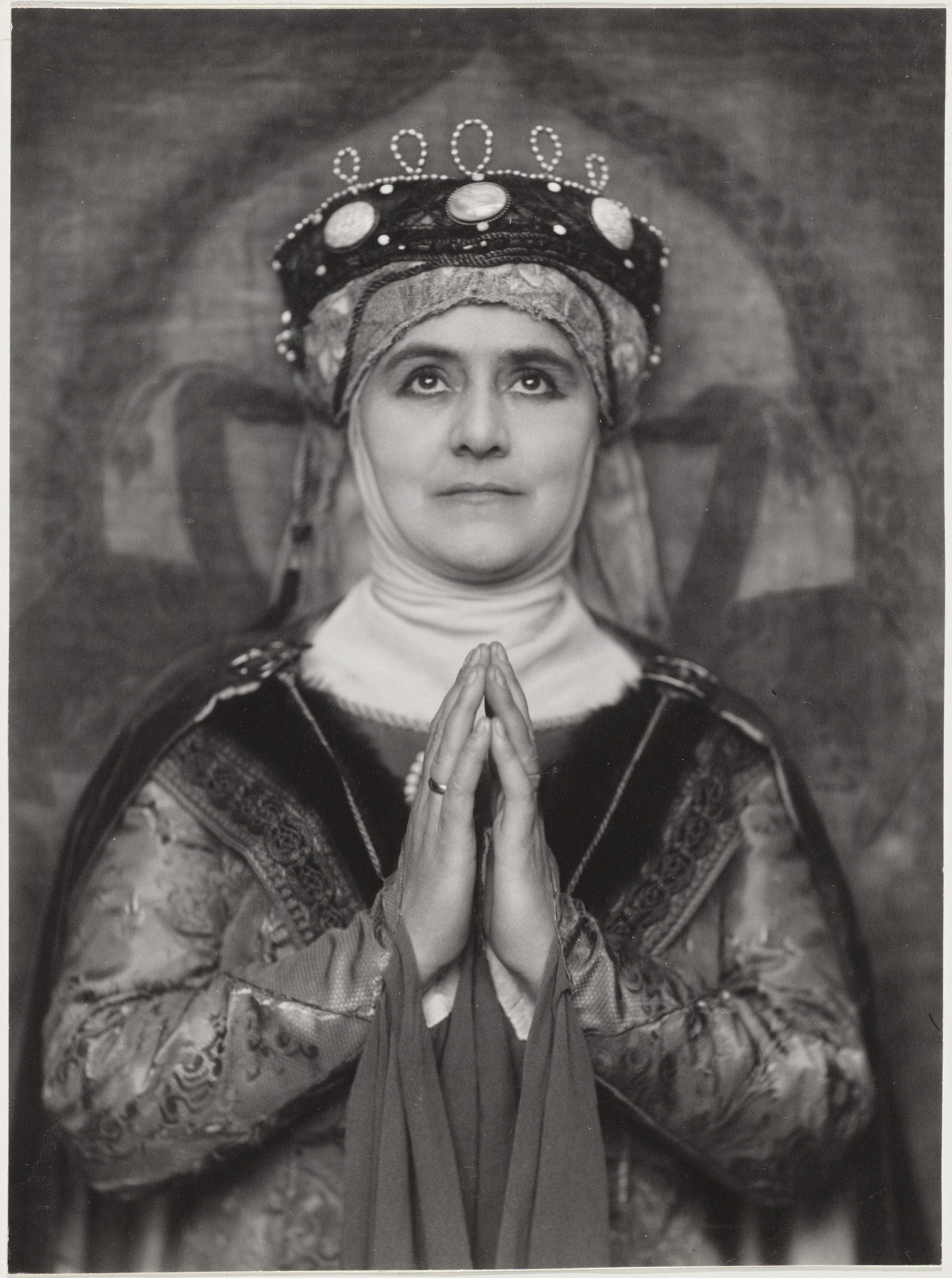
Rika Hopper als Badeloch (1917)

Aanvankelijk speelden mannelijke acteurs alle rollen. De eerste vrouw die Badeloch speelde was Ariana Nozeman (1626/1628 - 1661).
Willem Royaards was één der eerste gezaghebbende toneelleiders/regisseurs die de Gijsbrecht-traditie nieuw leven inblies. In reactie op eerdere smakeloos realistische voorstellingen was zijn productie in 1912, in een eenvoudig decoratief toneelbeeld, gericht op de schoonheid van het vers. Zijn echtgenote Mevrouw Jácqueline Royaards-Sandberg, met haar "bijna vorstelijke verschijning” en “eenigszins zangerige voordracht” was zijn Badeloch. Alphons Diepenbrock componeerde de muziek.
Gedurende de laatste jaren van de Eerste Wereldoorlog ensceneerde Eduard Verkade voor de Amsterdamse Koninklijke Vereniging Het Nederlandsch Tooneel een vernieuwende Gijsbrecht. In Verkades versie voltrok de gewapende strijd om Amsterdam zich in de hem kenmerkende versoberende stijl, tegen de suggestieve, ruimtelijke decors van architect H.Th. Wijdeveld. Verkade speelde aanvankelijk de titelrol naast Theo Mann-Bouwmeester (Badeloch) en Louis Bouwmeester (de bode). Zijn latere enscenering (1924) met Albert van Dalsum in de titelrol oogstte veel lof maar ook de kritiek van toonaangevende critica Top Naeff. Na publicatie van haar bemerkingen over ‘de wijze van verzen zeggen (net of het geen verzen waren)’ werd haar de toegang tot de Schouwburg ontzegd. Verkades Gijsbrecht in 1929 met Paul Huf in de titelrol speelde zich als een Mysteriespel af tegen een, op een Middeleeuwse triptiek geïnspireerd decor van Rie Cramer.
Tijdens de Tweede Wereldoorlog werd de Gijsbrecht in de kersttijd door Nederlandse krijgsgevangenen opgevoerd in de krijgsgevangenkampen Kamp Stanislau en Kamp Neubrandenburg.
Na de Tweede Wereldoorlog waren de door van Dalsum geregisseerde voorstellingen door het Amsterdams Toneelgezelschap drukbezochte evenementen. Van 1948 tot 1954 ging de Gijsbrecht iedere Nieuwjaarsdag in de Amsterdamse Stadsschouwburg in première, in de maand januari gevolgd door een aantal voorstellingen in verschillende Nederlandse steden.
In de roerige jaren 60 van de twintigste eeuw nam de populariteit van de Gijsbrecht af. Het stuk zou niet meer voldoen aan de wensen van het publiek. Er was, ook in de toneelwereld, een strijd gaande tussen traditie en vernieuwing. Jongeren keerden zich tegen het establishment. De Gijsbrecht stond daarbij – als symbool van traditie – aan de verkeerde kant, verloor, moest opgeven en de stad verlaten. Het keerpunt kwam met een schoolvoorstelling van de Gijsbrecht in de Rotterdamse Schouwburg in 1967. De voorstelling werd gestaakt omdat er gelachen en gefloten werd. De leraren namen het voor de jeugd op. Ook zij vonden de voorstelling ongeloofwaardig en statisch.
De Amsterdamse gemeenteraad besloot de Nederlandse Comedie, onder de toenmalige directie van Guus Oster, te verlossen van de aan subsidiëring verbonden plicht om elk jaar de Gijsbrecht ten tonele te voeren. De opvoering van '68 zou voorlopig de laatste worden in een sinds 1641 onafgebroken reeks. Deze onderbreking van de Gijsbrecht-traditie moet in het licht van de tijdgeest en de ontevredenheid over de ensceneringen in de periode voorafgaand aan Aktie Tomaat worden gezien. Op nieuwjaarsdag 1969 stond De Spaanse Brabander van Bredero op de planken in plaats van de Gijsbrecht. De eerste tomaten troffen in oktober 1969 De Storm van Shakespeare, ook een productie van de Nederlandse Comedie.
Met een groep amateur- en beroepsacteurs ensceneerde regisseur Carel Briels in 1974 in de Amsterdamse Westerkerk een particulier gefinancierde productie van de Gijsbrecht. De traditionele voorstelling voor een uitverkocht huis ging in 1975 in reprise. In 1981 verhuisde zijn Gijsbrecht, met onder anderen Sigrid Koetse en Ramses Shaffy, naar de Nieuwe Kerk in Amsterdam. De laatste Gijsbrecht onder regie van Carel Briels vond plaats in 1982/'83 in de Haarlemse Stadsschouwburg.
In 1974/1975 speelde het toneelgezelschap het Publiekstheater de Gijsbrecht in een geactualiseerde bewerking van Guus Rekers, onder regie van René Lobo. In 'het jaar van de vrouw' (1975) kregen vrouwen een geëmancipeerde en belangrijke rol. Rafaëls tekst werd gesproken door de geest van Machteld van Velzen. Ook werd verwezen naar het 700-jarig bestaan van de stad Amsterdam. Guus Rekers was een actievoerder binnen de Aktie Tomaat.

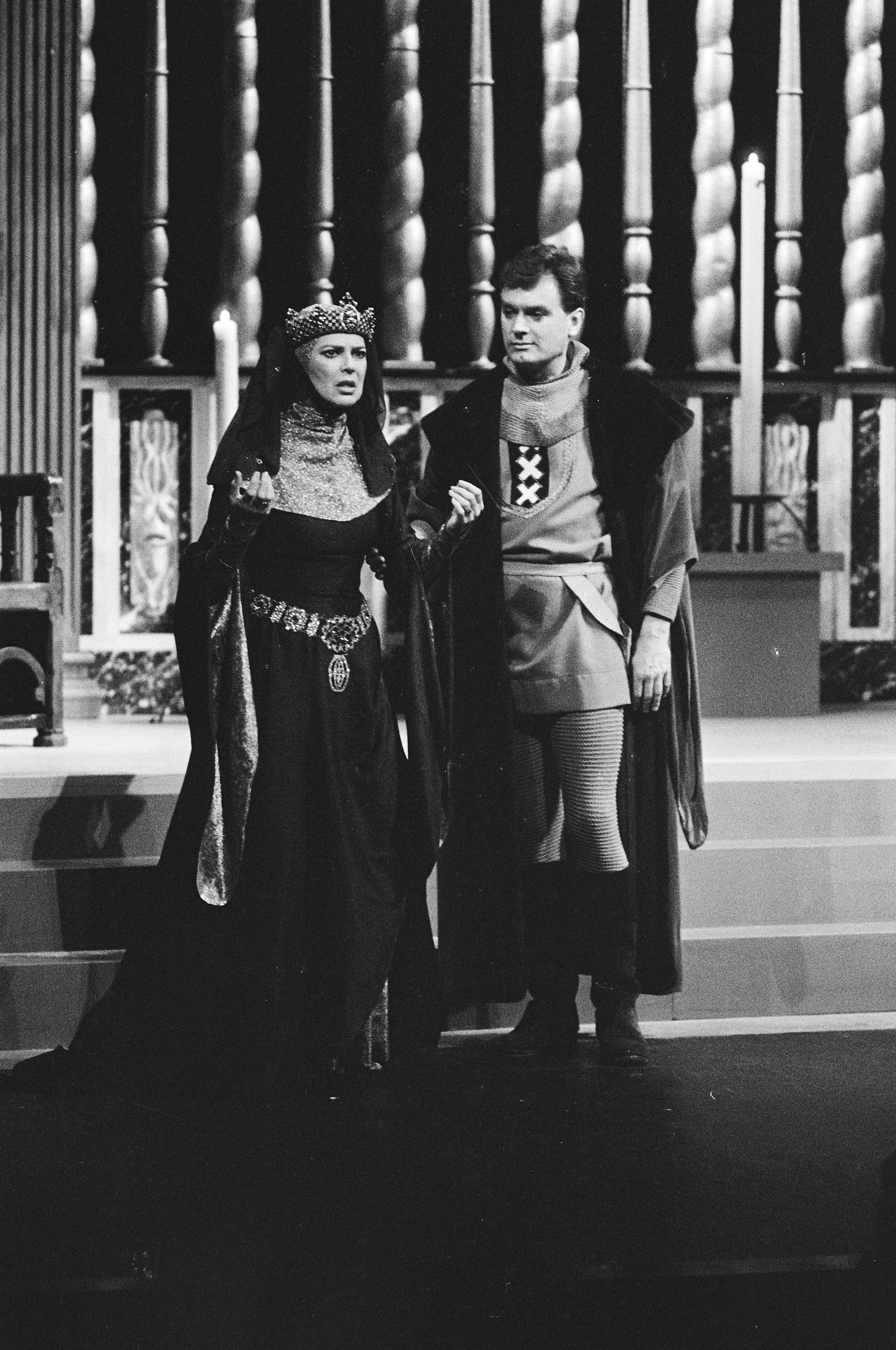
Gijsbrecht, 1982: Koetse en Herwijnen

Theatergroep Narcis speelde in 1983 de Gijsbrecht, in een grondige bewerking van Wouter ten Pas. Jan-Jaap Janssen deed de eindregie. In een “expressionistische” Gijsbrecht namen drie acteurs alle rollen voor hun rekening. De taal van Vondel was waar mogelijk vervangen door eigentijdse conversatie en beeld. Het verhaal was tot een minimum beperkt en er stroomde bloed langs de tegelwanden. De engel Raphael kwam letterlijk uit de hemel vallen om de spelers ervan te overtuigen dat het maar eens afgelopen moest zijn met de heiligheid waarmee de Gijsbrecht-traditie omgeven was. Het werd tijd om de gruwelijkheden achter de tekst te tonen. “Met humor graag!” De pers was unaniem positief en het journaal besteedde op Nieuwjaarsdag aandacht aan deze “alternatieve Gysbreght”.
In zijn succesvolle enscenering van de Gijsbrecht in 1988 voor Het Nationale Toneel toonde regisseur Hans Croiset op het voortoneel scènes in een eigentijdse versie, op het achtertoneel zag men scènes in een stijl die verwees naar uitvoeringen uit vroeger tijden. Hij nam de reien meer op in de dramatische handeling. De derde en vierde rei werden gezegd door Badeloch, de kinderen van Gijsbrecht en andere belangrijke personages. De eerste twee reien werden gezegd door personages met een minder centrale rol.
In zijn Gijsbrecht voor Toneelgroep Amsterdam in 1991 ging de Haarlemse regisseur en decorontwerper Rieks Swarte op zoek naar Vondels liefdes: Peter Paul Rubens, Vergilius en Jacob van Campen. In de geheel door mannen gespeelde voorstelling belichtte hij de spelopvattingen van de 17e eeuw, de klassieke poses, zoals te zien in het 'schilder-boeck' van Carel van Mander en het emblemataboek van Cesare Ripa. Met een knipoog plaatste hij het barokdrama, als een opera met recitatieven en aria’s, in een sterk picturaal en historiserend kader, waarbinnen de Vlaamse acteurs speelden in een stijl waaruit al het psychologische realisme was verbannen.
De voorstellingen van de Gijsbrecht van Theater Nomade, in 2001 en 2008 onder regie van Ab Gietelink, waren toegespitst op de politieke situatie van die tijd. De vijanden in zijn voorstelling uit 2001 waren als Amerikaanse soldaten gestoken in gevechtstenue. De belegering van Amsterdam verwees naar steden als Jeruzalem en Bagdad of een land als Afghanistan, waar strijders de rechtvaardiging voor hun strijd zoeken in een religieuze overtuiging. Hij probeerde het proces van escalatie te laten zien, dat leidt tot oorlog. In Gietelinks voorstelling uit 2008 verwees hij naar Uruzgan en het Nederlandse aandeel in de strijd tegen de Taliban. Op projectieschermen werden historische oorlogsbeelden getoond. De traditionele 17e-eeuwse tekst was aangevuld met militaire en journalistieke termen.
1 januari 2010 speelde het acteurscollectief 'De Warme Winkel', een eenmalige bewerking van de Gijsbrecht in het Amsterdamse Concertgebouw. Zich bewust van de haast onmogelijke opgave bracht regisseur Vincent Rietveld de speeltijd terug tot drie kwartier. Men gebruikte projectieschermen en toonde met groot respect voor Vondels taal de 'afscheidsscène' tussen Gijsbrecht en Badeloch. Geïnspireerd door publicaties van Ben Albach, liet men zich leiden door oude opnames en adviezen van de 82-jarige acteur en kostuumontwerper Herman van Elteren, die zo’n zeshonderd keer in het stuk speelde.

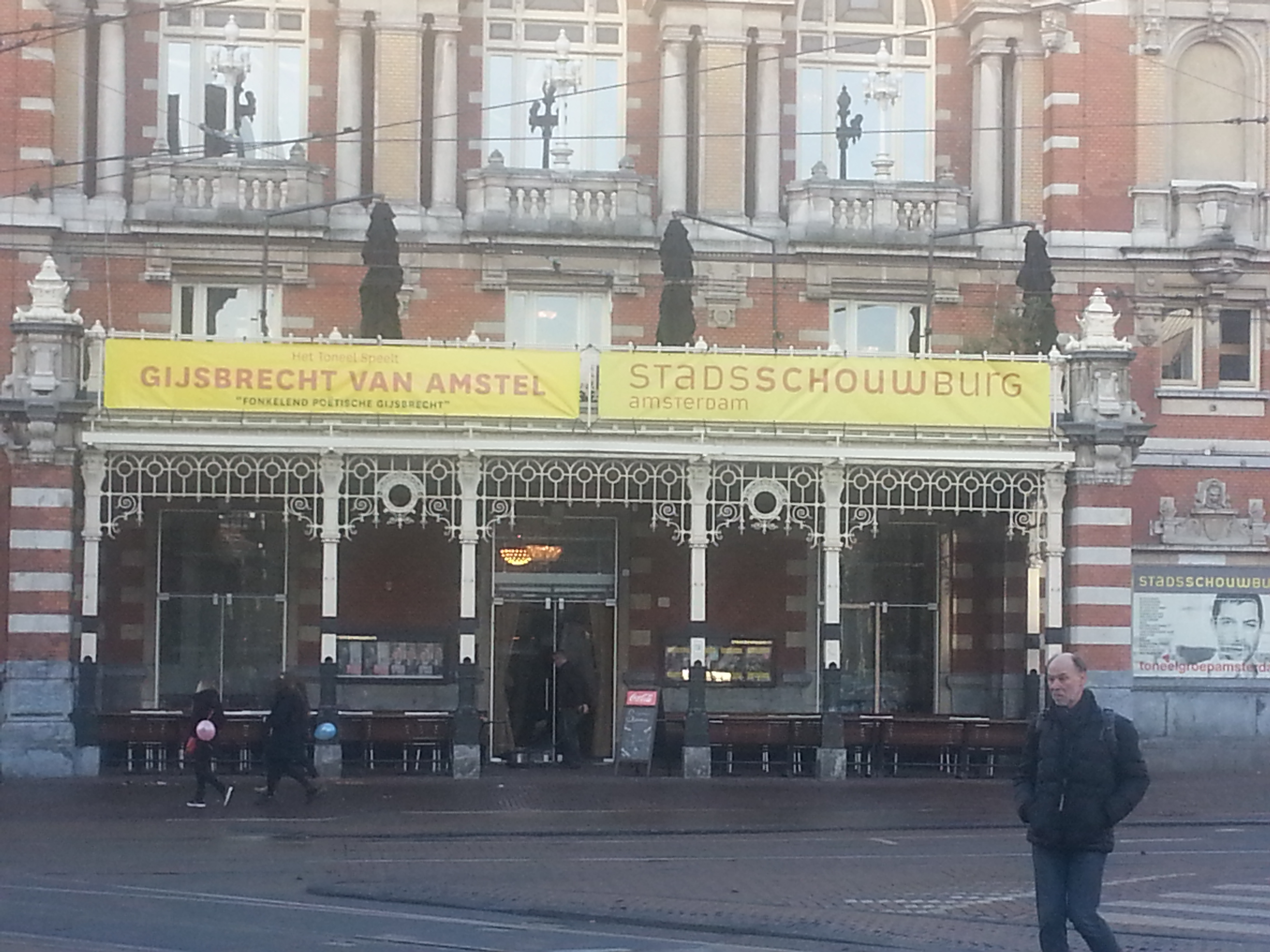
Aankondiging van de Gijsbrecht in de Amsterdamse Stadsschouwburg, 2016

Op 1 januari 2012 ging in de Amsterdamse Stadsschouwburg de voorstelling in première van Het Toneel Speelt. Regisseur Jaap Spijkers liet het verhaal van de belegering van de stad vertellen in een stalen constructie met een splijtend voordoek, waarop de oude plattegrond van Amsterdam van Cornelis Anthonisz. was afgebeeld. De overwegend zwarte en grijze kleding van een groot deel van de cast, contrasteerde fel met de rode kostuums van de geestelijken. In de tekstbehandeling streefde men naar een heldere alledaagse nuchterheid. Drie van de vier reien werden vervangen door “gerichte gedichten” van Willem Jan Otten. Zo werd Vondels "O Kersnacht, schooner dan de daegen/Hoe kan Herodes 't licht verdraegen" in Ottens versificatie: "O Kerstnacht, het is nu/ het uur van bevallen, uw mama, Maria,/ is vol van ontsluiting". De speelduur was 1 uur en 50 minuten. Het succes maakte een extra Amsterdamse voorstelling noodzakelijk. In 2013 en 2014 ging de voorstelling in reprise.
In 2018 publiceerden Simona Brunetti en Marco Prandoni een kritische tekstuitgave van de tragedie, met een Italiaanse vertaling, bijdragen van theatermakers Ronald Klamer en Laurens Spoor (Het toneel speelt) en een appendix van Anna de Haas.
Op 3 januari 2018 heeft "Theater Kwast" de Gijsbreght-traditie nieuw leven in geblazen in Amsterdam, met een Gijsbreght van Aemstel die gespeeld wordt op de plek waar het stuk op 3 januari 1638 in première ging: in de resten van de 17e-eeuwse Schouburgh op de Keizersgracht (tegenwoordig Hotel the Dylan). Het gezelschap heeft zich sinds de oprichting in 2007 ten doel gesteld Nederlandstalig barok- en renaissancetoneel terug op de planken te brengen. Artistiek leider Imre Besanger was verantwoordelijk voor de bewerking  en regie. De kostuums in hun Gijsbreght-enscenering zijn nauwgezette kopieën van  de originele kledij zoals die gedragen werd in de 17e-eeuwse uitvoering en zoals die door Rembrandt in vlugge schetsen werden vastgelegd. Badeloch wordt gespeeld door een man, zoals dat in 1638 gebruikelijk was (vrouwen waren tot 1655 verboden op het toneel) en alle reien worden weer gezongen op de originele 17e-eeuwse melodieën.  In 2019 en 2020 breidde Kwast de opvoeringen uit met het naspel De bruiloft van Kloris  en Roosje. Ivo de Wijs en Pieter Nieuwint tekenden voor de traditionele nieuwjaarswensch aan stad, land en koning. In 2021 kwam Theater Kwast met een speciale Lockdown-editie, de Gijsbreght als hoorspel live opgenomen op de Keizersgracht. Vanaf 2023 zijn de nieuwjaarsvoorstellingen op de Keizersgracht hervat. 

## Wetenswaardigheden
- Het stuk is geschreven in de tijd dat Jan van Amstel, afstammeling van de hoofdpersoon, zich in Amsterdam vestigde. Hij woonde in bij Dieuwertje van Hellemont-Bicker en stond tevens onder haar bescherming. Vondel had goede contacten met de families van Hellemont en Bicker. Het stuk trekt mogelijk een parallel tussen historische gebeurtenissen en de actualiteit van dat moment; zoals de graaf van Holland zou ook de prins van Oranje Amsterdam belegeren en net zoals Van Aemstel zouden de Bickers gedwongen worden hun functies neer te leggen.
- Historicus D.E.H. de Boer vond aanwijzingen, zij het geen sluitend bewijs, dat Gijsbrecht met enkele getrouwen betrokken zou zijn geweest bij de stichting van Pruisisch Holland (thans in het Pools Pasłęk genaamd), niet ver van Elbing (thans in het Pools Elbląg genaamd).
- Gijsbrechts nakomelingen kwamen in Noordoost-Brabant terecht, waar nog vele Van Amstels wonen.
- Op de plek waar de eerste stenen Amsterdamse Schouwburg in 1638 haar deuren opende, stond tussen 1617-1622 Samuel Costers Eerste Nederduytsche Academie, waar men zich naast de rederijkerij ook wijdde aan hoger onderwijs in de volkstaal.
- Het van het Griekse woord 'theatron' afgeleide woord 'Schouwburg' werd door Vondel bedacht. De 'eigennaam' werd de populaire soortnaam.
- Een eerste opvoering van de Gijsbrecht van Aemstel zou rond 1636 in aanwezigheid van staatsman Hugo de Groot hebben plaatsgevonden.[bron?]
- Karel Porteman en Mieke B. Smits-Veldt beschrijven in Geschiedenis van de Nederlandse Literatuur Een nieuw vaderland voor de muzen waarom de Gijsbrecht deel is van de canon van de Nederlandse letterkunde. Zij schrijven dat het onduidelijk is of Vondel het openingsstuk van de Schouwburg in opdracht of op eigen initiatief schreef.[17]
- Vele kunsthistorici schreven en speculeerden over de raakvlakken in het werk en de levens van de tijdgenoten Rembrandt en Vondel.[18] In tekeningen van Rembrandt herkent men toneelspelers en personages uit het stuk.[19]
- In januari 1967 vond in de Rotterdamse schouwburg een schoolvoorstelling van de Gijsbrecht plaats, waar scholieren verplicht naartoe moesten. Er was zoveel keet en rumoer in de zaal, dat de stervende Arend, geleund in de armen van Gijsbrecht zich voor het laatst oprichtte en rechtstreeks tot de zaal de in de Gijsbrechttraditie unieke tekst sprak: ‘Mag ik effe rustig doodgaan alsjullieblieft?’ Enig geloei klonk op, maar veel aandacht trok hij zelfs met deze woorden niet.
- Marco Prandoni schreef in 2007 zijn proefschrift 'Een mozaïek van stemmen. Verbeeldend lezen in Vondels Gysbreght van Aemstel'. De Italiaanse auteur vergeleek de Gijsbrecht met Vondels voorbeeld de 'Aeneis'. In dit epos over de ondergang van Troje laat Vergilius de Romeinen afstammen van de Trojanen.
- Op de Gijsbrecht zijn meerdere parodieën en vervolgen geschreven, waaronder de musical De Engel van Amsterdam van Joop Stokkermans en Lennaert Nijgh (1975).
- Verwijzingen naar Vondels Gijsbrecht van Aemstel zijn onder andere te vinden in de straatnamen van diverse Nederlandse gemeenten (zoals het Gijsbrecht van Aemstelpark in Amsterdam en de Gijsbrecht van Amstelstraat in Hilversum, en de Gijsbrechtstraat in Alkmaar) en de scoutinggroep "Gijsbrecht van Aemstel".